# Olivia Schough
Olivia Alma Charlotta Schough (* 11. März 1991 in Falkenberg) ist eine schwedische Fußballspielerin.

## Karriere

### Vereine
Schough erlernte das Fußballspielen bei Torup/Rydö FF und Ullareds IK. 2008 verpflichtete sie der Drittligist Falkenbergs FF, für den sie im Seniorenbereich debütierte. Ein Jahr später wurde sie vom Erstligisten Kopparbergs/Göteborg FC verpflichtet, für den sie in ihrer Premierensaison neun Ligaspiele absolvierte. Ihr Debüt gab sie am 18. Juni 2009 (12. Spieltag) bei der 0:4-Niederlage im Auswärtsspiel gegen LdB FC Malmö mit Einwechslung für Linnea Liljegärd in der 61. Minute. Ihr erstes Ligator erzielte sie in der Folgespielzeit am 1. Mai 2010 (5. Spieltag) beim 5:0-Sieg im Heimspiel gegen AIK Solna mit dem Treffer zum zwischenzeitlichen 4:0 in der 45. Minute.
Bei ihrem Debüt im Spiel um den Svenska Cupen am 9. Juni 2009, beim 8:0-Sieg im Auswärtsspiel gegen Hovås/Billdal IF erzielte sie – zur Halbzeit eingewechselt – zwischen der 47. und 58. Spielminute einen „echten Hattrick“.
2011 erreichte Schough mit ihrem Klub das Pokalendspiel gegen Tyresö FF. Als Einwechselspielerin kam sie beim 1:2-Rückstand in der Verlängerung zum Einsatz und erzielte kurz vor Abpfiff den 2:2-Ausgleich. Beim mit 3:2 erfolgreichen Elfmeterschießen – bei dem sie nicht antrat – gewann der Klub den Titel. Im folgenden Jahr kam es zur Neuauflage des Duells, in dem sie – dieses Mal allerdings ohne Torerfolg – ebenfalls als Einwechselspielerin mitwirkte; ihre Mannschaft gewann mit 2:1 n. V. Im Dezember 2012 verlängerte der Verein den auslaufenden Vertrag um ein Jahr. Am 1. April 2013, vor Beginn ihrer letzten Spielzeit, gewann sie mit der Mannschaft den Supercupen, der erst im Elfmeterschießen mit 4:2 gegen Tyresö FF gewonnen wurde. In der regulären Spielzeit, in der das Spiel 2:2-Unentschieden endete, trug sie mit dem Treffer zur zwischenzeitlichen 2:1-Führung in der 65. Minute bei.
Am 2. Dezember 2013 gab der FC Bayern München die Verpflichtung Schoughs bekannt. Am 16. März 2014 (13. Spieltag) gab sie ihr Debüt beim 2:0-Sieg im Auswärtsspiel gegen den SC Freiburg. Nach weiteren fünf Bundesligaspielen ohne Torerfolg endete ihre Zeit beim FC Bayern München.
Zur Saison 2014/15 verpflichtete sie der russische Erstligist FK Rossijanka, für den sie am 12. August 2014 (12. Spieltag) bei der 0:2-Niederlage im Heimspiel gegen Swesda 2005 Perm debütierte. Anfang 2015 kehrte Schough nach Schweden zurück und wurde vom Erstligisten Eskilstuna United verpflichtet. Für diesen erzielte sie am 12. April 2015 (1. Spieltag) mit dem 1:0-Siegtreffer in der 60. Minute ihr erstes Ligator.
Zur Spielzeit 2018 wechselte sie zum Ligakonkurrenten Kopparbergs/Göteborg FC. Mit ihm wurde sie Vizemeister, wechselte aber zur Saison 2019 zu Djurgården Damfotboll. Nach zwei Spielzeiten wechselte sie zum FC Rosengård, bei dem sie im Verlauf ihre Vertragslaufzeit bis zum Jahr 2025 ausdehnte.
Zu Beginn des Jahres 2025 wurde sie sich mit dem italienischen Erstligisten Inter Mailand über einen Wechsel und einen Vertrag mit einer Laufzeit bis zum 30. Juni 2026 einig.

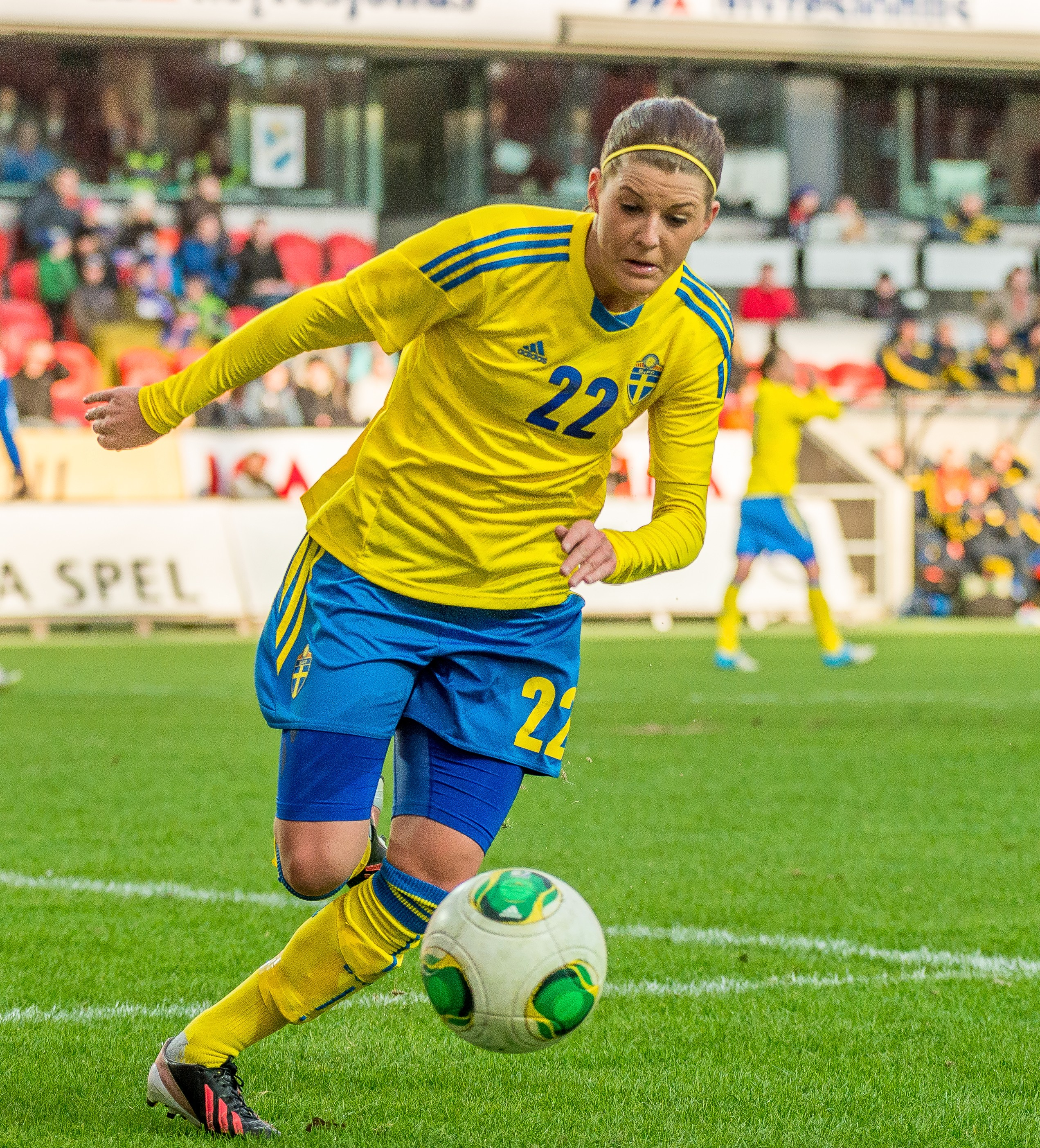
Schough im Länderspieleinsatz am 6. April 2013 gegen die Auswahl Islands.

### Nationalmannschaft
Schough absolvierte für den Schwedischen Fußballverband Länderspiele in der Altersklasse U17, U19 und U23, bevor sie 2013 in der A-Nationalmannschaft debütierte.
Ihr erstes Länderspiel bestritt sie am 19. September 2007 in Perth beim torlosen Unentschieden der U17-Nationalmannschaft gegen die der Auswahlmannschaft Schottlands. Ihr erstes Länderspieltor erzielte sie ebenfalls für diese Auswahlmannschaft, die am 19. Oktober 2007 – im Rahmen der Europameisterschaftsqualifikation – die Auswahlmannschaft Moldawiens mit 12:0 besiegte; Schough war mit dem Treffer zum zwischenzeitlichen 5:0 in der 10. Minute erfolgreich. In der Zweiten Qualifikationsrunde gelang ihr in ihrem neunten und letzten Länderspiel in dieser Altersklasse am 15. April 2008, bei der 1:4-Niederlage in Essen gegen die Auswahl Deutschlands, mit dem Führungstreffer in der 18. Minute ihr zweites Länderspieltor.
Bei der U19-Europameisterschaft 2009 wurde sie an der Seite von Spielerinnen wie Antonia Göransson, Jenny Hjohlman, Sofia Jakobsson und Emilia Appelqvist nach der 0:2-Finalniederlage gegen England – sie wurde kurz vor Spielschluss zur Stärkung der Offensive eingewechselt – Zweite der Europameisterschaft. Auch bei der U-20-Weltmeisterschaft 2010 gehörte sie zum Aufgebot; die Mannschaft scheiterte jedoch trotz Gruppensieg bereits im Viertelfinale mit 0:2 an Kolumbien.
In der Spielzeit 2013 hatte Schough sich unter Trainer Torbjörn Nilsson als Stammspielerin in der Offensive durchgesetzt. Ihre guten Leistungen honorierte Nationaltrainerin Pia Sundhage; am 6. März debütierte sie in der A-Nationalmannschaft, die – im Turnier um den Algarve-Cup – gegen die Auswahl Chinas ein 1:1-Unentschieden erzielte; Schough wurde für Kosovare Asllani in der 83. Minute eingewechselt.
Bei der vom 10. bis 28. Juli 2013 in ihrem Heimatland ausgetragenen Europameisterschaft kam sie nur beim 3:1-Sieg im Gruppenspiel gegen die Auswahl Italiens zum Einsatz, als sie in der 79. Minute für Sara Thunebro, nach dem die Italienerinnen das 1:3 erzielt hatten, eingewechselt wurde. Ihr erstes Länderspieltor erzielte sie am 19. Juni 2014 in Tórshavn beim 5:0-Sieg im WM-Qualifikationsspiel gegen die Auswahl der Färöer.
Im Mai 2015 wurde sie für die WM 2015 nominiert. Sie wurde nur im ersten Gruppenspiel gegen Nigeria zur zweiten Halbzeit eingewechselt. Ihre Mannschaft schied dann ohne ihre weitere Mitwirkung im Achtelfinale gegen Deutschland aus.
Bei den Olympischen Spielen 2016 kam sie in allen sechs Spielen zum Einsatz und gewann mit ihrer Mannschaft die Silbermedaille.
In der Qualifikation für die EM 2017 wurde sie in allen acht Spielen eingesetzt, wobei sie zwei Tore erzielte, bei der EM aber nur in den Gruppenspielen.
In der anschließenden Qualifikation zur WM 2019 kam sie in drei Spielen der Schwedinnen zum Einsatz und qualifizierte sich mit ihrer Mannschaft für die WM. Am 16. Mai wurde sie auch für die WM nominiert. Bei der WM wurde sie in zwei Spielen eingesetzt. Beim 5:1-Sieg im Gruppenspiel gegen Thailand wurde sie in der 69. Minute für Kapitänin Caroline Seger eingewechselt. Bei der 0:2-Niederlage im Gruppenfinale gegen Titelverteidiger USA stand sie in der Startelf, wurde aber nach 57 Minuten ausgewechselt. Als Gruppenzweite erreichten die Schwedinnen die K.-o.-Runde, wo sie im Achtelfinale mit 1:0-Sieg gegen Kanada gewannen. Im Viertelfinale gewannen die Schwedinnen nach 24 Jahren wieder ein Pflichtspiel gegen die deutsche Mannschaft und qualifizierten sich damit für die Olympischen Spiele 2020. Im Halbfinale unterlagen sie Europameister Niederlande nach Verlängerung, konnten dann aber das Spiel um Platz 3 gegen England gewinnen.
Für das vom 21. Juli bis 7. August 2021 in Japan stattgefundene olympische Fußballturnier wurde sie für den Nationalmannschaftskader nominiert. Bei den Spielen wurde sie viermal ein- und einmal ausgewechselt. Im finalen Elfmeterschießen im Endspiel gegen Kanada gehörte sie zu den nur zwei erfolgreichen Schützinnen ihrer Mannschaft. Da bei den Kanadierinnen drei Spielerinnen erfolgreich waren, blieb am Ende „nur“ die Silbermedaille.
Sie wurde auch für die EM 2022 nominiert, wurde aber nur im letzten Gruppenspiel gegen Portugal eingewechselt. Im ersten Spiel nach der EM-Endrunde, dem letzten Spiel der Qualifikation für die WM 2023, das gegen Finnland mit 5:0 gewonnen wurde, kam sie zu ihrem 100. Länderspiel.
Sie wurde für die WM-Endrunde 2023 nominiert und kam in vier der sieben Spiele ihres Teams zum Einsatz. Dabei wurde sie dreimal eingewechselt. Nur im dritten Gruppenspiel gegen Argentinien, als einige Stammspielerinnen geschont wurden, stand sie in der Startelf, wurde aber nach 62 Minuten ausgewechselt. Durch eine 1:2-Niederlage im Halbfinale gegen die Spanierinnen, verpassten die Schwedinnen das Finale, konnten aber anschließend das Spiel um Platz 3 gegen Australien gewinnen.

## Erfolge
Nationalmannschaft
- Dritter Weltmeisterschaft 2019, 2023
- Olympische Silbermedaille 2016, 2020
- Algarve-Cup-Sieger 2018 (gemeinsam mit den Niederlanden)[23]

Vereine
- Schwedische Meister 2021, 2022 (mit Rosengård)
- Schwedischer Pokal-Sieger 2011, 2012 (mit Göteborg), 2022 (mit Rosengård)
- Schwedischer Super-Pokalsieger 2013 (mit Göteborg)

## Sonstiges
Schoughs Vater ist der Musicaldarsteller Bertil Schough (* 1955).